# Dicranomyia filicauda
Dicranomyia filicauda är en tvåvingeart som beskrevs av Alexander 1925. Dicranomyia filicauda ingår i släktet Dicranomyia och familjen småharkrankar. Inga underarter finns listade i Catalogue of Life.